# 萊克肖爾鎮區 (明尼蘇達州拉基帕爾縣)
萊克肖爾鎮區（英語：Lake Shore Township）是位於美國明尼蘇達州拉基帕爾縣的一個行政鎮區。

## 歷史
萊克肖爾鎮區於1879年設立，得名自當地一沼澤湖。

## 地方資料
萊克肖爾鎮區的面積為139.35平方千米，當中陸地面積為133.68平方千米，而水域面積為5.66平方千米。根據2020年美國人口普查的數據，當地共有人口170人，而人口密度為每平方千米1.22人。